# Angiolo Maria Mascagni
Angiolo Maria Mascagni (... – dopo il 1772) è stato un ingegnere e cartografo italiano del Granducato di Toscana.

## Biografia
Angiolo Maria Mascagni fu ingegnere granducale della reggenza lorenese, prima come membro della magistratura fiorentina dei Capitani di Parte Guelfa e in seguito dello Scrittoio regio. Prolifico cartografo, il primo lavoro documentato è una Pianta di un tratto del corso dell'Arno e della campagna circostante nella Pianura Pisana del 1738.
Dal 1740 fece parte, insieme a Giuliano Anastagi, Bernardo Sansone Sgrilli e Giuseppe Soresina, del gruppo di professionisti dello Scrittoio regio che, sotto la supervisione di Giovanni Maria Veraci, si occupò del rilevamento e della produzione di mappe e planimetrie delle ville e fattorie granducali. Al 1743 risale invece la memoria Considerazioni sopra i mulini e gore di Montevarchi e San Giovanni per conto della famiglia Serristori. Nel 1747 entrò a fare parte della commissione tecnica per la progettazione di un argine sinistro e un canale scolmatore nella piana del Valdarno Inferiore tra l'Arno e l'Usciana. Operò sistemazioni idrauliche anche a Ripafratta (1750), al padule di Fucecchio, con Giovanni Maria Veraci e Antonio Falleri (1751-1752) e ai Bagni di San Giuliano (1754), realizzando un complessivo riordino e ampliamento della zona termale. Nel 1752 fu tra i progettisti della nuova strada Bolognese del Passo della Futa.
Nel 1756 venne incaricato dalla reggenza granducale di assistere Leonardo Ximenes nella bonifica del lago di Bientina e di porre rimedio alle continue esondazioni dell'Arno: ciò portò alla progettazione del nuovo canale imperiale. Tra il 1766 e il 1772 è attestata la sua attività in Valdichiana, dove effettuò la colmata sinistra del canale maestro insieme a Pietro Ferroni.
Tra le sue opere cartografiche, si ricordano le tavole acquarellate con la pianta dettagliata e quattro vedute prospettiche delle ferriere di Cecina (1750); e la carta topo-corografica del padule di Fucecchio e della Valdinievole (Pianta dimostrativa della Provincia di Valdinievole), poi incisa e stampata alla fine degli anni cinquanta nella memoria Parere intorno alle acque stagnanti delle colmate per rapporto all’insalubrità della Valdinievole di Pier Antonio Nenci.